# Asian Sevens Series 2014
El Asian Sevens Series de 2014 fue la sexta temporada del circuito de selecciones nacionales masculinas asiáticas de rugby 7.

## Calendario
| Torneo                         | Ciudad       | Fecha                             | Campeón   |
| ------------------------------ | ------------ | --------------------------------- | --------- |
| Seven de Hong Kong 2014 (Asia) | Hong Kong    | 23 de agosto - 24 de agosto       | Hong Kong |
| Seven de Kuala Lumpur 2014     | Kuala Lumpur | 6 de septiembre - 7 de septiembre | Hong Kong |
| Seven de Beijing 2014          | Beijing      | 18 de octubre - 19 de octubre     | Hong Kong |

## Tabla de posiciones
| Pos | País                   | HKG | MLS | CHN | Puntos |
| --- | ---------------------- | --- | --- | --- | ------ |
| 1   | Hong Kong              | 12  | 12  | 12  | 36     |
| 2   | Corea del Sur          | 11  | 10  | 11  | 32     |
| 3   | Japón                  | 10  | 11  | 10  | 31     |
| 4   | Sri Lanka              | 9   | 9   | 9   | 27     |
| 5   | China                  | 8   | 8   | 4   | 20     |
| 6   | Filipinas              | 6   | 3   | 7   | 16     |
| 7   | Tailandia              | 4   | 6   | 5   | 15     |
| 8   | Singapur               | 7   | 5   | 3   | 15     |
| 9   | Kazajistán             | 2   | 4   | 8   | 14     |
| 10  | Malasia                | 5   | 7   | 2   | 14     |
| 11  | Taiwán                 | 3   | 2   | 6   | 11     |
| 12  | Emiratos Árabes Unidos | 1   | 1   | 1   | 3      |

| Bandera de Hong Kong |
| Campeón Hong Kong    |
| 2º título            |